# Afioco Gnecco
Afioco Gnecco es un director, realizador y guionista italochileno. Fue nominado en la 39.ª edición de los Premios Goya por el cortometraje Ciao Bambina. Como persona trans no binaria también es activista audiovisual LGBT desde 2016, específicamente con la organización Apoyo Positivo.

## Biografía
Después de estudiar cine ha incursionado en la fotografía y el video arte.
En 2017 junto con Apoyo Positivo crea la serie Indetectables, que busca  visibilizar el estigma del VIH en la sociedad. 5 años despés, en 2022, ganó la convocatoria Desde Otro Prisma, organizada por Notodofilmfest y Netflix el desarrollo de su primer largometraje Mapá. Un año después, en 2023, estrenó su cortometraje La acampada en sección oficial en el Festival de Málaga, donde se llevó la Biznaga de plata premio del público.
En 2025 acudió como invitado al podcast Sabor a Queer, presentado por el director de cine David Velduque, en un episodio centrado en la representación de las personas transmasculinas en el cine español, y en el que también intervinieron Charli Bujosa y Emilio Papamija.

## Obra

### Cine
- Ciao Bambina (2024)
- Este cuerpo mío (2023)
- Mapá (2023)
- La acampada (2022)
- No binario (2020)
- Victoria (2019)
- Transversales (2019)
- Diversxs (2016)

### TV
- Indetectables

## Reconocimientos
- Premio Abycine Impulso CMM a la producción por Este cuerpo mío. 2023
- Biznaga de plata premio del público en el Festival de cine de Málaga por La acampada. 2022“LA ACAMPADA”. Cortometraje. 2022
- Zinegoak premio especial por Transversales. 2019
- Mostra La Ploma, premio mejor perspectiva educativa por Diversxs. 2020
- “DIVERSXS”. Cortometraje documental. 2016
- Mención especial del Jurado en LesGaiCineMad. 2016
- Premio Radio Televisión de Andalucía a la mejor creación audiovisual en el Festival de Cine de Córdoba
- Premio mejor corto documental del Festival Internacional de Cortometrajes nahia 2016: sexo, género y erotismo
- Premio mejor corto documental por CinHomo Muestra Cine LGBT de Valladolid
- Premio Mejor Corto Documental Festival Internacional de Cine Social Castilla-La Mancha
- Premio Mejor Corto Documental Festival Venezolano de Cine de la Diversidad- FESTDIVQ.[7][8]